# 댄 블로커
댄 블로커(Dan Blocker, 1928년 12월 10일 ~ 1972년 5월 13일)는 미국의 배우이다.

## 출연 작품
- 벽 속의 여자 (1968)
- 컴 블로 유어 혼 (1963)
- 보난자 (1959)
- 딜론 보안관 (1955)
- 샤이안 (1955)